# Briarres-sur-Essonne
Briarres-sur-Essonne là một xã trong tỉnh Loiret, vùng Centre-Val de Loire bắc trung bộ nước Pháp. Xã này nằm ở khu vực có độ cao từ 77-137 mét trên mực nước biển.